# Élections législatives turques de 2007
Les élections législatives turques de 2007 sont un scrutin anticipé de quelques mois destiné à mettre fin à la crise ouverte au printemps par l'élection du président. Une crise qui a révélé la division du pays, entre une opposition kémaliste pro-laïque et les partisans de l'AKP. Le Premier ministre ayant averti les 42 millions d'électeurs qu'il prendrait sa retraite politique si son parti n'était pas en mesure de gouverner seul.
Ces élections ont abouti le 22 juillet à une victoire très nette du parti du Premier ministre Recep Tayyip Erdoğan : le Parti de la justice et du développement recueille 46,66 % des voix. Deux autres formations, le Parti républicain du peuple (CHP) de centre gauche et le Parti d'action nationaliste (MHP) d’extrême droite, obtiennent respectivement 20,88 % et 14,29 % des voix, franchissant ainsi la barre des 10 % nécessaires pour entrer au parlement. Enfin 26 députés indépendants, issus de formations politiques liées à la défense des intérêts des minorités kurdes pour la plupart, accèdent à l'assemblée.
9,1 % des sièges sont occupés par des femmes.

## Mode de scrutin

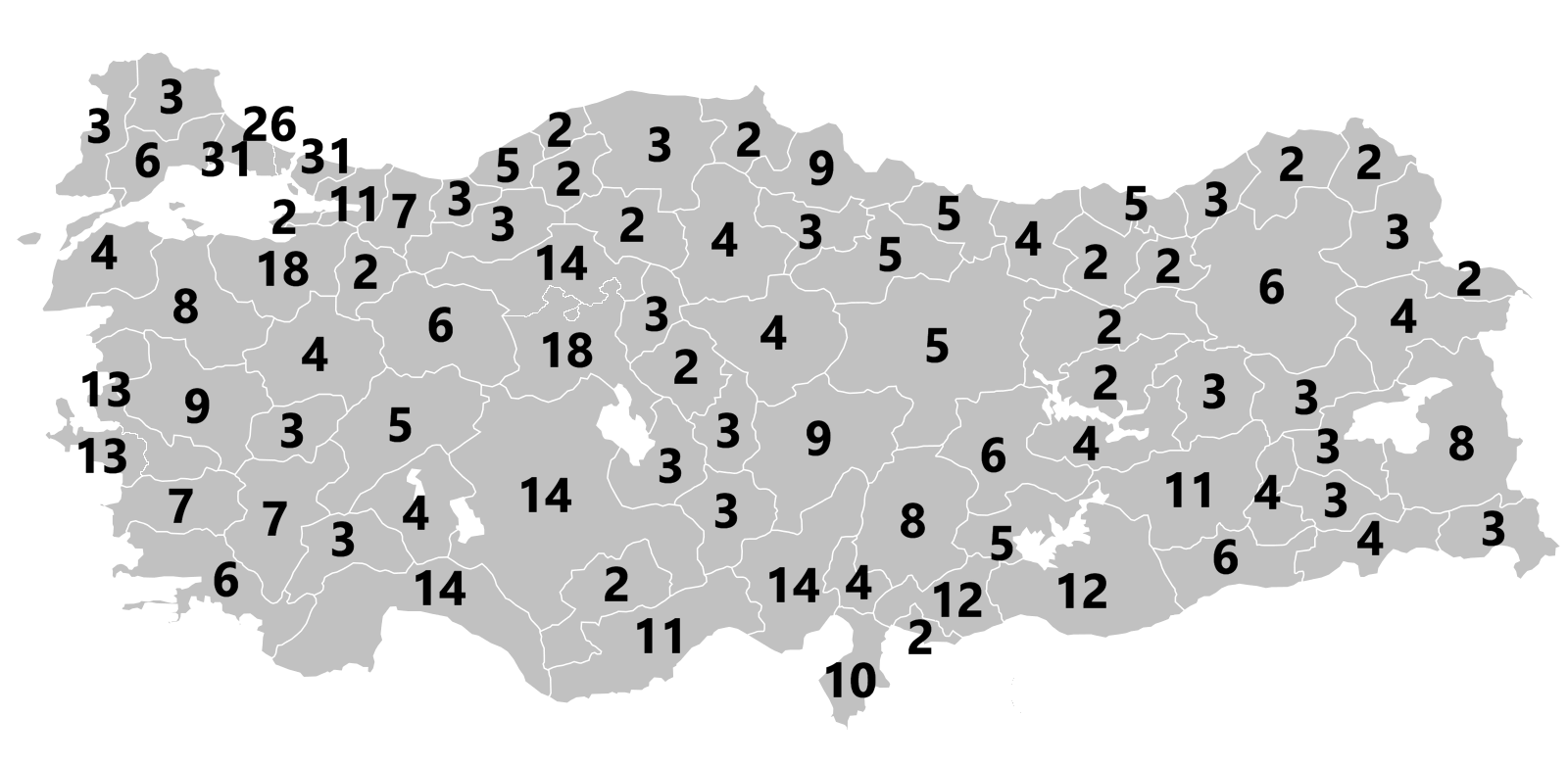
Nombre de sièges par provinces

La Grande Assemblée nationale de Turquie est le parlement unicaméral de la Turquie. Elle compte 550 députés, élus pour quatre ans au scrutin proportionnel, chacune des soixante-dix neuf provinces constituant une circonscription électorale. Les candidats présents sur la liste d'un parti politique ne sont élus que si leur formation a obtenu au moins 10 % des suffrages exprimés au niveau national, si elle a présenté deux candidats à chaque siège de député dans au moins la moitié des provinces, et si elle est bien implantée dans la moitié des provinces et un tiers des arrondissements provinciaux.
Au seuil électoral s'ajoutent plusieurs conditions supplémentaires auxquelles un parti doit se soumettre pour pouvoir bénéficier de sièges. Ils doivent avoir une présence dans un minimum d'un tiers des districts d'au moins 40 provinces, dans lesquelles ils doivent présenter au moins deux candidats.
Le seuil électoral turc de 10 % des suffrages, très élevé, a par le passé poussé au regroupement des formations et au vote tactique de la part des électeurs afin d'éviter que leur vote ne soit « perdu ». Lors des législatives de 2002, notamment, l'émiettement des voix amène à l'élimination de tous les partis sauf deux, l'AKP et le CHP se partageant la totalité des sièges tout en ayant recueilli respectivement 34 % et 19 % des voix.

## Résultats
|                          |                                               |            |       |       |        |               |  |  |  |
| Parti                    | Parti                                         | Voix       | %     | +/-   | Sièges | +/-           |  |  |  |
|                          | Parti de la justice et du développement (AKP) | 16 327 291 | 46,58 | 12,30 | 341    | 22            |  |  |  |
|                          | Parti républicain du peuple (CHP)             | 7 317 808  | 20,88 | 1,49  | 112    | 66            |  |  |  |
|                          | Parti d'action nationaliste (MHP)             | 5 001 869  | 14,27 | 5,91  | 71     | 71            |  |  |  |
|                          | Parti démocrate (DP)                          | 1 898 873  | 5,42  | Nv    | 0      | en stagnation |  |  |  |
|                          | Parti jeune (GP)                              | 1 064 871  | 3,04  | 4,21  | 0      | en stagnation |  |  |  |
|                          | Parti de la félicité (SP)                     | 820 289    | 2,34  | 0,15  | 0      | en stagnation |  |  |  |
|                          | Parti pour une Turquie indépendante (BTP)     | 182 095    | 0,52  | 0,04  | 0      | en stagnation |  |  |  |
|                          | Parti de l’élévation du peuple (HYP)          | 179 010    | 0,51  | Nv    | 0      | en stagnation |  |  |  |
|                          | Parti des travailleurs (İP)                   | 128 148    | 0,37  | 0,14  | 0      | en stagnation |  |  |  |
|                          | Turquie lumineuse (ATP)                       | 100 982    | 0,29  | Nv    | 0      | en stagnation |  |  |  |
|                          | Parti communiste de Turquie (TKP)             | 79 258     | 0,23  | 0,04  | 0      | en stagnation |  |  |  |
|                          | Parti de la liberté et de la solidarité (SOL) | 52 055     | 0,15  | 0,19  | 0      | en stagnation |  |  |  |
|                          | Parti libéral-démocrate (LDP)                 | 35 364     | 0,10  | 0,18  | 0      | en stagnation |  |  |  |
|                          | Parti du travail (EMEP)                       | 26 292     | 0,08  | Nv    | 0      | en stagnation |  |  |  |
|                          | Indépendants (IND)                            | 1 835 486  | 5,24  | 4,24  | 26     | 17            |  |  |  |
|                          |                                               |            |       |       |        |               |  |  |  |
| Votes valides            | Votes valides                                 | 35 049 691 | 97,21 |       |        |               |  |  |  |
| Votes blancs et nuls     | Votes blancs et nuls                          | 1 006 602  | 2,79  |       |        |               |  |  |  |
| Total                    | Total                                         | 36 056 293 | 100   | —     | 550    | en stagnation |  |  |  |
| Abstention               | Abstention                                    | 6 743 010  | 15,75 |       |        |               |  |  |  |
| Inscrits / participation | Inscrits / participation                      | 42 799 303 | 84,25 |       |        |               |  |  |  |

| Majorité absolue |     |     |     |
| ↓                |     |     |     |
| 26               | 112 | 341 | 71  |
| Ind.             | CHP | AKP | MHP |